# Bataille de Kyoulevtcha
Guerre russo-turque de 1828-1829
La bataille de Kyoulevtcha ou Kulewtscha se déroule le 11 juin 1829 dans le cadre de la guerre russo-turque de 1828-1829 qui oppose l'Empire russe à l'Empire ottoman.
Les forces russes sont dirigées par le général Hans Karl von Diebitsch (d'origine allemande au service de l'Empire russe), tandis que les forces ottomanes sont dirigés par le général Reşid Mehmed Pasha (d'origine géorgienne asservi durant son enfance par les Ottomans).
Le but du général ottoman était de reprendre Varna et de lever le siège de Silistra. 
Les Russes ressortent victorieux de cet affrontement, mais n'exploitent pas complètement leur victoire, permettant à l'armée ottomane de se regrouper à Choumen.